# Pheia drucei
Pheia drucei är en fjärilsart som beskrevs av Kirby 1892. Pheia drucei ingår i släktet Pheia och familjen björnspinnare. Inga underarter finns listade i Catalogue of Life.